# James Murray (komik)
James Stephen Murray (* 1. května 1976, Staten Island, New York, New York, USA) je americký komik, herec a spisovatel. Nejznámější je pro své působení v pořadu Impractical Jokers.

## Mládí
Narodil se 1. května roku 1976 v New Yorku na Staten Island, kde i vyrůstal. Má irské a italské předky. Navštěvoval zde střední školu Monsignora Farrella. Právě zde se setkal se svými budoucími komediálními partnery Joem Gattem, Brianem Quinnem a Salem Vulcanem. V roce 1994 vystudoval Georgetown University ve Washingtonu.

## Kariéra

### Začátek kariéry
V roce 1998 napsal, zrežíroval a natočil film Damned!, původně mu rodiče nabídli místo peněz na film Ford Taurus. On ale trval na natočení filmu.
O rok později se připojil ke komediální skupině The Tenderloins. Spolu vyjížděli na tour po celé Americe. Při založení kanálu na YouTube společně začali natáčet různé skeče a jiné scénky. V roce 2007 za to byli oceněni na stanici NBC, když vyhráli soutěž o 100000 $.

### Impractical Jokers
Dne 15. prosince 2011 proběhla na stanici TruTV premiéra pořadu Impractical Jokers. Show se setkala s velkým úspěchem.
Pořad se v roce 2020 dočkal filmového zpracování nazvané Impractical Jokers: The Movie.

### Jiné projekty
V roce 2018 začal psát a vydávat knihy. Mezi nejznámější patří horor Don't Move (2020) a Awakened (2018).
V roce 2021 začal sólo stand-up tour po Americe. Nazval ji Murr Live.

## Osobní život
Během natáčení Impractical Jokers se v roce 2014 oženil s Jennou Vulcano, sestrou jeho kamaráda Sala Vulcana, tato svatba sloužila jako trest pro Sala v jedné epizodě. Po odvysílání epizody bylo manželství zrušeno.
V červenci 2019 se zasnoubil s Melyssou Davies, vzali se v září roku 2020.
Obdržel řád Kentucky Colonel. Přestože vyrůstal jako katolík se později náboženství vzdal.